# Duthiastrum linifolium
Duthiastrum  es un género monotípico de plantas herbáceas, perennes y bulbosas perteneciente a la familia de las iridáceas. Su única especie: Duthiastrum linifolium (E.Phillips) M.P.de Vos es originaria de la Provincia del Cabo en Sudáfrica.

## Taxonomía
Duthiastrum linifolium fue descrita por (E.Phillips) M.P.de Vos y publicado en Journal of South African Botany 41: 91. 1975.
Etimología
Duthiastrum: nombre genérico compuesto por el nombre de la botánica sudafricana Augusta Vera Duthie, y la palabra del griego aster, que significa "estrella".
Sinonimia
- Syringodea linifolia E.Phillips, Ann. S. African Mus. 9: 125 (1913).
- Duthiella linifolia (E.Phillips) M.P.de Vos, J. S. African Bot. 40: 306 (1974).[1]